# 丛台区
丛台区是河北省邯郸市下辖的一个市辖区。因辖区内有古迹武灵丛台而得名。丛台区始建于1980年，是邯郸政治、商业、文化中心。市级党政机关、省部属大中型企业总部、大型商场、超市、文化娱乐场所、现代住宅小区多集中在丛台区内。丛台区总面积28平方公里。區人民政府駐丛台西街道北仓路129号。

## 行政区划
丛台区下辖10个街道办事处、3个镇、6个乡：
丛台西街道、联纺西街道、联纺东街道、光明桥街道、丛台东街道、四季青街道、中华街道、人民路街道、柳林桥街道、黄粱梦镇、苏曹乡、南吕固乡、兼庄乡和三陵乡。
2016年，中国国务院批准邯郸市的多个县的行政区划调整。原属邯郸县的尚璧镇、南吕固乡、兼庄乡、三陵乡，属永年县的南沿村镇、小西堡乡、姚寨乡划入。实际上尚璧镇、南沿村镇、小西堡乡、姚寨乡由邯郸经济技术开发区代管。

## 人口
据邯郸市第七次全国人口普查公报显示，截至2020年11月1日零时，丛台区常住人口572175人。

## 区内主要企业
- 国营汉光机械厂
- 邯郸市国棉纺织二厂
- 邯郸市国棉纺织四厂
- 万达商场
- 中煤建安公司

## 区内主要学校
- 邯郸市汉光学校
- 河北工程大学医学院
- 邯郸市第一中学
- 中华桥小学
- 北关小学
- 邯郸市第二十五中学
- 邯郸市第十一中学
- 邯郸市联纺中学